# Fouziya Bouzerda
Fouziya Bouzerda (/'fuzja buzɛʁda/), née le 2 juin 1971 dans le 7e arrondissement de Lyon, est une avocate et femme politique française.
Parallèlement à son activité professionnelle, elle milite bénévolement pour l'accès aux droits en accompagnant les femmes dans leur parcours professionnel et les jeunes diplômés issus des quartiers dits sensibles dans l'accès à de hautes fonctions.
Fouziya Bouzerda est une élue centriste, d’abord conseillère municipale à la mairie de Lyon, adjointe dans la majorité de Gérard Collomb à partir de 2014 chargée du commerce et de l’artisanat, vice-présidente à l'Économie et à l'Insertion à la métropole de Lyon et présidente du SYTRAL de 2017 à 2020. Elle est présidente du MoDem du département du Rhône depuis 2020.

## Biographie

### Origine et études
Fille d'émigrés algériens, son père est ouvrier et sa mère femme de ménage, Fouziya Bouzerda grandit dans une HLM de Gerland, dans le 7e arrondissement de Lyon.
Après l'obtention d’un baccalauréat, elle poursuit des études de droit au sein de l'université Jean-Moulin-Lyon-III. Elle obtient un DEA en droit privé et un DEA en sciences criminelles, réussit l’examen d’entrée à l'École des avocats et prête serment en 1997 devant la Cour d'appel de Lyon pour intégrer le barreau de Lyon.

### Carrière professionnelle
Avocate depuis 1998, elle crée en 2002 son propre cabinet.
Le 1er septembre 2022, elle devient Directrice Générale de Grenoble École de management.

### Parcours politique
Pour faire avancer ses actions associatives et ses engagements, Fouziya Bouzerda s’investit dans la vie politique lyonnaise et est élue conseillère municipale en 2008, sur la liste que conduit Dominique Perben, en qualité de membre de la société civile.
Quelques mois avant l'élection municipale de 2014, elle quitte l'opposition pour rejoindre les listes portées par le maire sortant, Gérard Collomb. Elle est ainsi élue à la ville de Lyon en qualité de maire-adjointe déléguée au Commerce, à l'Artisanat et au Développement économique,,.
Elle est également élue conseillère métropolitaine déléguée à l’insertion par l’activité économique et devient la deuxième vice-présidente chargée de l'Économie et de l'Insertion au Grand Lyon jusqu'en 2020.
D'octobre 2017 à septembre 2020, elle est présidente du SYTRAL, le syndicat mixte des Transports de l’agglomération lyonnaise, deuxième réseau de France, de près d’un milliard d’euros de budget. Comme relaté dans le journal national Le Monde, elle surprend jusqu'aux ingénieurs du délégataire Kéolis dans sa maîtrise technique des sujets. Elle devient également vice-présidente du GART (Groupement des Autorités responsables de transport) et participe à l'élaboration de la loi d'orientation des mobilités, dont l'article 3 prévoit de transformer le SYTRAL, en établissement public local.
À l'occasion des élections municipales de 2020, elle échoue à obtenir la tête des listes soutenues par Gérard Collomb au profit de Yann Cucherat. À la suite de la défaite de ce dernier après la fusion de ses listes avec celles d'Étienne Blanc, elle conserve son mandat de conseillère du 9ème arrondissement de Lyon. Elle redevient conseillère municipale de Lyon et conseillère de la Métropole de Lyon après le décès de Gérard Collomb en novembre 2023.
De 2020 à 2024, elle préside le MoDem du Rhône.

## Distinction
Le 12 mars 2012, elle reçoit les insignes de chevalier de l'ordre national du Mérite de Michel Mercier, alors Garde des Sceaux.[réf. nécessaire]